# Hüttblek
Hüttblek ist eine Gemeinde im Kreis Segeberg in Schleswig-Holstein.

## Geografie und Verkehr
Hüttblek liegt etwa 17 km nördlich von Norderstedt in ländlicher Umgebung einer Endmoränenlandschaft aus der letzten Eiszeit. Westlich verläuft die Bundesautobahn 7 von Hamburg nach Schleswig, nördlich die Bundesstraße 206 von Itzehoe nach Bad Segeberg und östlich die Bundesstraße 432 von Norderstedt nach Bad Segeberg.

## Geschichte
Der Ort wurde 1523 als vor dat Hüttenblick erstmals erwähnt und wurde von Kisdorf aus besiedelt. Er entstand aus einer an dieser Stelle unterhaltenen Glashütte.

## Politik

### Gemeindevertretung
Bei der Kommunalwahl 2023 errang der Kommunale Wählerverband erneut alle neun Sitze in der Gemeindevertretung. Die Wahlbeteiligung betrug 57,7 Prozent.

### Wappen
Blasonierung: „In Rot eine erhöhte silberne Spitze, belegt mit einer aus einem grünen Dreiberg herauswachsenden Pflanze des gefleckten Knabenkrautes mit grünen, schwarzgefleckten Blättern und roten Blüten.“